# Ensayo clínico
Un ensayo clínico es una evaluación experimental de un producto, sustancia, medicamento, técnica diagnóstica o terapéutica que, en su aplicación a seres humanos, pretende valorar su eficacia y seguridad. Los estudios de prometedores tratamientos nuevos o experimentales en pacientes se conocen como ensayos clínicos. Un ensayo clínico se realiza solo cuando hay razones para creer que el tratamiento que se estudia puede beneficiar al paciente. Los tratamientos que se evalúan mediante los ensayos clínicos a menudo resultan ser verdaderamente beneficiosos. Los investigadores realizan estudios sobre nuevos tratamientos para conocer la utilidad del nuevo tratamiento, el mecanismo de acción del nuevo tratamiento, si es más eficaz que otros tratamientos ya disponibles, los efectos secundarios del nuevo tratamiento y si son mayores o menores que los del tratamiento convencional, si los beneficios exceden las desventajas de los efectos secundarios y en cuáles pacientes es más útil el nuevo tratamiento .

## Introducción
Pueden encontrarse tantas definiciones de ensayo clínico como enfoques posibles tiene el tema, aunque predomina el enfoque epidemiológico y su uso para investigar fármacos. Desde la más simple, que lo define como "una prueba científica de un fármaco, aceptada por el enfermo y amparada por la ley" a las más complejas; de las más amplias a las más restrictivas, hay una amplia variedad.
Podemos decir que el ensayo clínico consiste en un estudio experimental y prospectivo en el cual el investigador provoca y controla las variables y los sujetos (pacientes, la mayoría de los casos) son asignados de forma aleatoria a las distintas intervenciones que se comparan. Debido a que es el tipo de estudio epidemiológico que presenta menores errores sistemáticos o sesgos, constituye la mejor prueba científica para apoyar la eficacia de las intervenciones terapéuticas. El elemento esencial del ensayo es la existencia de un grupo de comparación o grupo de control, que permite probar si la nueva intervención (por ejemplo un nuevo fármaco) es mejor o no que las ya existentes o que no intervenir (placebo).
Un ensayo clínico se inicia cuando surge una hipótesis a partir de estudios no controlados observacionales, descriptivos o retrospectivos, o de estudios preclínicos. Frecuentemente se descubren en investigaciones preclínicas posibilidades terapéuticas que no tienen ningún beneficio en un ensayo clínico. Muchas veces se realizan actividades médicas cuya utilidad no ha sido demostrada mediante un ensayo clínico, sin embargo, llevarlo a la práctica es difícil, sobre todo por el costo económico y de tiempo.
Después de ser diseñado debe ser aprobado por un comité de bioética, los pacientes que forman parte deben conocer los objetivos del estudio, sus riesgos y beneficios y firmar el consentimiento informado y podrán abandonar el estudio cuando quieran. El ensayo clínico finaliza cuando acaban los plazos de tiempo definidos en el protocolo, o cuando de forma prematura son manifiestamente perjudiciales o beneficiosos los efectos en el brazo experimental.
El ensayo clínico es el estudio clínico que posee el nivel de evidencia más alto para demostrar que el procedimiento médico que se realiza es el más adecuado con los conocimientos científicos que existen en ese momento, debido al diseño del estudio, donde las variables estadísticas están controladas para evitar los sesgos. Así pues, junto con los estudios de metaanálisis son la base de lo que se conoce como Medicina Basada en la Evidencia, que no es más que el respaldo de las prácticas clínicas con pruebas consistentes desde el punto de vista científico.

## Clasificación
Existen diferentes tipos de clasificaciones en virtud del factor que tengamos en cuenta para realizarla. Las clases obtenidas no son, en la mayoría de los casos, incompatibles entre sí, sino que se solapan, perfeccionándose en la combinación de unas con otras. Así, en la adecuada combinación de las clases podremos llegar al ensayo clínico ideal (aunque este será variable en función de las circunstancias de la investigación). En la siguiente tabla se muestran algunas de ellas.
| Clasificación de los ensayos clínicos |                                |
| Factor de clasificación               | Tipos de ensayos clínicos      |
| Desarrollo clínico                    | - Fase I                       |
| Desarrollo clínico                    | - Fase II                      |
| Desarrollo clínico                    | - Fase III                     |
| Desarrollo clínico                    | - Fase IV                      |
| Aspecto de la intervención            | - Explicativos                 |
| Aspecto de la intervención            | - Pragmáticos                  |
| Objetivo                              | - Equivalencia Terapéutica     |
| Objetivo                              | - Búsqueda de dosis            |
| Objetivo                              | - Dosis-respuesta              |
| Objetivo                              | - Concentración-respuesta      |
| Objetivo                              | - Bioequivalencia              |
| Objetivo                              | - Biodisponibilidad            |
| Objetivo                              | - Estudio piloto               |
| Enmascaramiento                       | - No enmascarado / Abierto     |
| Enmascaramiento                       | - Enmascarado / Ciego /Cerrado |
| Enmascaramiento                       | - Simple ciego                 |
| Enmascaramiento                       | - Doble ciego                  |
| Enmascaramiento                       | - Triple ciego                 |
| Exposición                            | - Paralelo                     |
| Exposición                            | - Cruzado                      |
| Control                               | - Controlado                   |
| Control                               | - No controlado                |
| Aleatorización                        | - Aleatorizado                 |
| Aleatorización                        | - No aleatorizado              |

## Ensayo clínico ideal
La adecuada combinación de las características de los distintos tipos de ensayos clínicos nos permitirán ir construyendo un ensayo clínico ideal, formado por las clases más potentes, fiables, rigurosas o reproducibles. Aunque el ensayo clínico ideal será aquel que, como se verá, mejor se adapte a las condiciones de cada intervención, en una hipotética situación ideal habrá de cumplir las siguientes características:

### Estudio controlado
El ensayo clínico es un estudio experimental en el que en el diseño de investigación están definidas las variables y los mecanismos de control de dichas variables, cuya función es evitar los sesgos y las variables de confusión. Existe un grupo con el que se compara la intervención experimental. Este grupo sufre también una intervención con un procedimiento placebo o con un procedimiento estándar de referencia, ya validado para la situación objeto de estudio. Para que ambos grupos sean comparables todos los factores pronósticos, tanto los conocidos (mediante los criterios de selección) como los desconocidos (mediante la asignación aleatoria), deben estar repartidos por igual entre los grupos antes de iniciar el tratamiento. Pueden existir más de un grupo de intervención experimental cuando queremos probar más de una hipótesis, así como más de un grupo de control cuando existe más de una intervención validada que se sabe eficaz. Esto se suele hacer cuando se quiere estratificar la eficacia de las intervenciones. A cada grupo, tanto de intervención como de control, se les llama brazos del estudio.
Un ejemplo: Queremos probar la eficacia de dos fármacos A y B en la enfermedad E, para la cual ya se han mostrado eficaces los fármacos C y D. Pues bien, podemos hacer los siguientes grupos: grupo del fármaco A, grupo del fármaco B, grupo del fármaco C, grupo del fármaco D y grupo con placebo. Tras el análisis estadístico de los resultados, la comparación de los brazos A y B con el brazo placebo nos dirá si los fármacos son o no eficaces en esa enfermedad. La comparación con los brazos C y D nos dirá el grado de eficacia respecto a lo ya conocido. Así, podemos conseguir resultados del tipo: El fármaco A no es eficaz, mientras que el B sí lo es, siendo más eficaz que el C, pero menos que el D.

### Estudio prospectivo
Según la temporalidad, es decir, el momento en el que se define el estudio respecto al tiempo, los estudios pueden ser:
- Estudio retrospectivo: es un estudio longitudinal en el tiempo que se analiza en el presente, pero con datos del pasado.
- Estudio transversal: es un estudio que se realiza con los datos obtenidos en un momento puntual. Es útil para sacar una "instantánea" de la situación existente en un momento dado,  como en los estudios de prevalencia.
- Estudio prospectivo: es un estudio longitudinal en el tiempo que se diseña y comienza a realizarse en el presente, pero los datos se analizan transcurrido un determinado tiempo, en el futuro.

Las fechas de inicio y terminación se han definido previamente en el protocolo de investigación.

### Estudio aleatorizado
Lo podemos encontrar frecuentemente bajo el término randomizado, neologismo inglés que en ocasiones hasta se declina como si fuera un verbo castellano: randomizar.
La aleatorización significa que los casos son distribuidos al azar en cada brazo del estudio. El objetivo es conseguir que los diferentes grupos sean comparables u homogéneos, evitar el sesgo del investigador en la asignación de casos a los grupos y garantizar que los tests estadísticos tendrán valores de significación estadística válidos. Existen varias alternativas metodológicas de aleatorización, que deben ser consideradas en la fase de planificación del estudio, y cuya idoneidad depende de las características del ensayo a efectuar. En Medicina y otras ciencias biológicas, las técnicas de aleatorización más usadas son:

#### Aleatorización simple
Consiste en la asignación a cada uno de los brazos con una probabilidad constante y conocida de antemano. Un ejemplo sería en un estudio con dos brazos tirar una moneda al aire. Si sale cara se asigna a un brazo y si sale cruz se asigna al otro brazo. La probabilidad sería constante y conocida: 1/2.  En la actualidad se suele efectuar la asignación utilizando programas de ordenador y se realiza antes del inicio del estudio bien con una tabla o con un generador de números aleatorios oculto al investigador.
| Aleatorización simple           | |
| Ventajas                        | Inconvenientes |
| • Sencillez • Fácil realización | • Tamaño desigual de los brazos en muestras <100 sujetos. • Desigual distribución respecto a los factores de selección de la muestra en muestras pequeñas y ensayos de corta duración. • Imposibilita los análisis intermedios. • Grupos desequilibrados en estudios multicéntricos.[2] |

#### Aleatorización restrictiva o equilibrada
La aleatorización restrictiva o equilibrada se realiza igual que la asignación aleatoria simple, pero en ésta se asegura que el número de sujetos de cada brazo del ensayo sea el mismo, con lo cual se facilita el análisis de los resultados. El número de sujetos se puede determinar de forma global o creando bloques con aleatorización interna y entre ellos, pero que pueden o no ser iguales entre sí; teniendo cada elección sus ventajas e inconvenientes.
| Aleatorización restrictiva             |                                               |                                                               |
| Tipo                                   | Ventajas                                      | Inconvenientes                                                |
| Aleatorización restrictiva global      | • Aumenta la potencia estadística.            | • Es desequilibrada en los estudios multicéntricos.           |
| Aleatorización restrictiva por bloques | • Equilibrada en los estudios multicéntricos. | • Problemas en cuanto a la elección del tamaño de los bloques |

#### Aleatorización estratificada
Cuando alguno de los factores pronósticos presenta gradientes en su definición (por ejemplo pacientes con enfermedad leve o grave), la aleatorización simple o la equilibrada no puede asegurar la adecuada distribución de estos gradientes en cada brazo del estudio. La aleatorización estratificada clasifica los pacientes en diferentes estratos o categorías según determinados criterios pronósticos conocidos antes de la asignación aleatoria. Los pacientes de cada categoría son asignados de forma independiente a cada brazo del estudio mediante un procedimiento de aleatorización propio. De esta manera se consigue que los grupos contengan aproximadamente el mismo número de sujetos en cada gradiente definido.
| Aleatorización estratificada | |
| Ventajas | Inconvenientes                                                                                              |
| • Útil en ensayos pequeños • En estudios multicéntricos cada centro puede ser un estrato. • Asegura la correcta aleatorización cuando hay gradientes. | • Muchos gradientes obligan a un elevado número de estratos, lo que dificulta la realización del ensayo.[3] |

#### Aleatorización por grupos
También conocida como aleatorización por agregados o cluster design (del inglés, diseño agrupado), esta técnica agrupa a sujetos heterogéneos entre sí en grupos que se consideran como sujetos individuales de cara al estudio. La homogeneización se realiza entre los grupos seleccionados al igual que la selección del grupo de control. Esta técnica es útil para valorar la utilidad de programas de educación para la salud u otros proyectos en los que exista un gran número de factores pronósticos con la presencia de varios gradientes en los mismos. Así, si por ejemplo queremos valorar la eficacia de un anuncio televisivo para evitar los accidentes de tráfico, los factores pronósticos serían muy variados (edad, sexo, raza, grupo cultural, conducir con o sin licencia, etc.) al igual que los gradientes presentes (antigüedad en la licencia, nivel cultural, duración de la conducción, etc.). Igualmente habría que tener en cuenta la interacción de los individuos en el trabajo, la compra o el colegio, al hablar del anuncio entre ellos. Las técnicas habituales serían muy inexactas o prácticamente imposibles de implementar. En este caso se podría coger como sujetos individuales los pueblos. Se realizaría el estudio en cada pueblo y se compararían los resultados entre ellos. Así, en unos se divulgaría el anuncio televisivo, mientras que en otros no (grupo de control), siendo la selección de los pueblos por sus características similares. Otros ejemplos de grupos podrían ser colegios, o empresas, etc.
| Aleatorización por grupos                                                                                        | |
| Ventajas | Inconvenientes |
| •Evalúan intervenciones de efecto grupal •Han mejorado mucho la eficacia de programas de salud, educativos, etc. | •Dificultad para determinar el tamaño muestral •Menor potencia estadística •No permite llegar a conclusiones respecto a individuos. |

### Estudio enmascarado
El enmascaramiento de todos los involucrados en el estudio es una medida fundamental para lograr neutralizar la subjetividad, fuente permanente de sesgos y prejuicios. Existen tres formas de enmascaramiento:
- Del individuo sujeto del estudio: el sujeto desconoce en qué brazo del estudio está encuadrado.
- Del observador, que realiza el estudio, que desconoce el brazo del estudio del sujeto que está observando.
- Del analista de los resultados del estudio que desconoce el brazo del estudio de los datos que está tabulando y analizando.

En dependencia de esas tres formas, los ensayos clínicos pueden ser:
- Ensayo no enmascarado: El sujeto y/o el observador conocen a qué brazo del estudio pertenece.
- Ensayo ciego simple: Bien el sujeto o bien el observador no conoce a qué brazo del estudio está asignado.
- Ensayo doble ciego: Ni el sujeto ni el observador conocen el brazo del estudio asignado.
- Ensayo triple ciego: Además, el analista de datos o el comité de seguimiento tampoco conoce el brazo asignado. También conocido como RCT (Randomized Controlled Trial) se considera el tipo de ensayo que aporta mayor evidencia científica.
- Ensayo ciego por terceros: Cuando las características de la intervención hacen muy dificultoso o imposible que el observador no conozca el brazo asignado, la recogida de datos se realiza por una tercera persona ajena a la intervención.

El comité de seguimiento es el encargado de romper el ciego si por alguna circunstancia se sospecha de que la intervención está resultando dañina para algún sujeto. En ocasiones también se puede apreciar que la intervención tiene unos resultados evidentes (positivos o negativos) por lo que la ética obliga a suspender el ensayo y asignar a todos los sujetos al brazo más beneficiado.

### Predeterminación muestral adecuada
A la hora de realizar un estudio debemos definir claramente a qué población va dirigido (población de estudio). Así, sería inútil realizar un estudio sobre los anticonceptivos orales entre mujeres mayores de 70 años. Esta población pertenece a una población diana con unas características determinadas a la que pretendemos generalizar los resultados del estudio. Por ejemplo, no son comparables en muchos aspectos las poblaciones de Nigeria y Noruega. La población estudio representa fielmente las características de esa población general, pero habitualmente no podemos incluir a toda esa población diana en el estudio, por lo que hemos de seleccionar una muestra más pequeña de ella. Esta muestra ha de mantener las características generales de la población estudio por lo que hemos de obtenerla de una forma dirigida y siguiendo una serie de criterios científicos. Si no seleccionamos correctamente la muestra caemos en una desviación sobre lo habitual o sesgo de selección, uno de los errores a evitar a la hora de diseñar un ensayo clínico.
Los criterios que seguiremos para obtener una muestra reciben el nombre de criterios de selección. Los criterios de selección son pautas que definen determinados aspectos de una población y que en su conjunto delimitan a la población estudio. De todos los sujetos que cumplan los criterios de selección se elegirán una parte para realizar el estudio. Los criterios de selección pueden ser:
- Criterios de inclusión: Describen el tipo se sujetos que se pretenden incluir en el ensayo. La descripción ha de ser lo más clara y detallada posible, para que en cualquier momento otro investigador pueda repetir el ensayo en las mismas circunstancias.
- Criterios de exclusión: Describen el tipo de sujetos que se excluirán del ensayo por razones éticas, metodológicas, prácticas o de seguridad para el sujeto.

Además, habremos de tener en cuenta que de los sujetos que cumplen los requisitos y que han sido seleccionados no todos terminarán el estudio. Unos porque no lo empezarán (pérdidas prealeatorización) y otros porque no podrán terminarlo (pérdidas postaleatorización). Estas pérdidas habrán de ser sumadas al total de sujetos para realizar el cálculo del tamaño muestral.
El tamaño de la muestra debe ser el óptimo para detectar las diferencias estadística y clínicamente significativas entre dos intervenciones cuando realmente existen tales diferencias, y no son meramente debidas al azar. Una muestra demasiado grande encarece el estudio, tanto desde el punto de vista económico como de los recursos humanos y físicos. Por otra parte, una muestra demasiado pequeña puede hacer que el estudio sea incapaz de detectar las posibles diferencias entre grupos, llegando a conclusiones erróneas.
Para la correcta elección de la muestra habremos de utilizar técnicas de muestreo o de diseño muestral. En ocasiones, éstas habrán de basarse en técnicas de minería de datos, equivalente para algunos autores a la KDD (acrónimo en inglés de Knowledge Discovery in Databases, extracción de conocimientos en bases de datos).
En conclusión podemos decir que el estudio clínico ideal es un estudio experimental, analítico, prospectivo, controlado con placebo (si es posible ciego, doble ciego o triple ciego) y aleatorizado y con muestras adecuadas y de tamaño suficiente como para permitir la extrapolación de los resultados a la población diana. Los ensayos clínicos pueden tener una duración desde días a años, sobre una muestra seleccionada de una población a la que se pueden extrapolar los resultados de la intervención y realizado bajo el prisma de la ética.

## Aspectos éticos de los ensayos clínicos
Los criterios éticos son indispensables dentro de todo ensayo clínico. Los participantes deben estar informados y dar su consentimiento informado cuando son incluidos dentro de un ensayo. Los pacientes deben estar advertidos de los eventuales riesgos de una forma exhaustiva. Los ensayos clínicos deben pasar por un comité de ética. Este comité verificará el interés científico y médico del estudio, la relación riesgo/beneficio, la conformidad con las buenas prácticas metodológicas sobre todo a las que conciernen al promotor y al investigador principal del estudio y la presencia de un seguro que permita indemnizar a los participantes en el estudio en caso de daño. Las relaciones financieras entre los investigadores y los promotores del estudio, cuando existan deben ser anunciadas. Los conflictos de intereses deben ser evitados.
Ezekiel Emanuel refiere siete requisitos que deben guiar la evaluación del marco ético de las propuestas de investigaciones clínicas: valor, validez científica, selección equitativa del sujeto, proporción favorable de riesgo-beneficio, evaluación independiente, consentimiento informado y respeto a los sujetos inscritos.[cita requerida] Estos requisitos especiales se hacen necesarios porque los sujetos de investigación pasan a ser el medio por el cual se obtiene el conocimiento y en esta condición, los sujetos pueden ser explotados al exponerlos al riesgo de ser perjudicado en pos del bien de otros. En este contexto, estos requisitos reducen al mínimo el riesgo de explotación y les asegura ser tratados con respeto.
Estos siete requisitos proporcionan un marco sistemático y racional para determinan si una investigación clínica es ética. A su vez, estos han sido elaborados para guiar el desarrollo y la ejecución de los protocolos y su revisión. Los requisitos han sido elaborados para ser universales, sin limitaciones a una situación en particular, un país o un grupo de investigación.

### Valor
La investigación clínica debe tener valor (importancia social, científica o clínica), es decir, que sus resultados deben tener la probabilidad de promover mejoras en la salud, el bienestar o el conocimiento de la población. La razón por la cual una investigación clínica debe tener valor está en dos puntos: el uso responsable de recursos limitados (dinero, espacio y tiempo), esto de la mano del concepto de equidad, y evitar la explotación (la exposición de personas a riesgos y daños potenciales sin obtener resultados valiosos). El requisito de que la investigación clínica sea valiosa asegura a los sujetos de investigación que no serán expuestos a riesgos sin la probabilidad de algún beneficio personal o social.

### Validez científica
En este caso, la mala ciencia no es ética. Un estudio con sujetos humanos que ha sido mal diseñado (y por lo tanto no puede producir observaciones reproducibles, o sea, hechos científicos) no es ético. Su metodología debe ser válida y prácticamente realizable, teniendo un objetivo científico claro, estar diseñada usando principios, métodos y prácticas de efecto seguro aceptados, tener poder suficiente para probar definitivamente el objetivo, un plan de análisis de datos verosímil y poder llevarse a cabo.
La búsqueda de validez científica se basa también en los dos principios: utilización de recursos limitados y evitar la explotación. Sin validez sería desperdiciar recursos y no se podría generar ningún conocimiento, producir algún beneficio o justificar la exposición de las personas a riesgos o daños.

### Selección equitativa del sujeto
Este requisito tiene cuatro facetas:
El requisito de la selección equitativa del sujeto se sustenta en el principio de la equidad distributiva (los beneficios y las cargas de la vida social deben ser distribuidos equitativamente). Así todos deben poder recibir los beneficios obtenidos en la investigación, especialmente, aquellos que corrieron el riesgo, y los riesgos a su vez no deben caer solo en grupos vulnerables.

### Proporción favorable de riesgo-beneficio
Tomando en cuenta que el grado de riesgo-beneficio es incierto, siendo mayor la incertidumbre en las primeras etapas, a una investigación clínica se le pide que:
1. Los riesgos potenciales a los sujetos individuales se minimizan.
2. Los beneficios potenciales a los sujetos individuales o a la sociedad se maximizan.
3. Los beneficios potenciales son proporcionales o exceden a los riesgos asumidos.

A su vez, todos los riesgos potenciales son sostenidos por los sujetos individuales, pudiendo recibir beneficios potenciales, mientras que los beneficios principales son recibidos por toda la sociedad. Por tal razón es válido tomar en cuenta los riesgos y beneficios potenciales para los sujetos, y los riesgos para los sujetos comparados con los beneficios de la sociedad.
A pesar de carecer de fórmulas que permitan determinar la proporcionalidad del riesgo-beneficio, las evaluaciones de los riesgos y beneficios de la investigación son juicios que pueden implicar normas explícitas basadas en un delineado sistemático, sobre la base de datos existentes, de los tipos potenciales de riesgo y beneficio, su probabilidad de ocurrir y sus consecuencias a largo plazo.
Se debe poner especial cuidado respecto a la cercanía a la explotación cuando los riesgos potenciales de los sujetos individuales superan el potencial de beneficio a la sociedad, sobre todo en la primera fase de la experimentación donde no se espera ningún beneficio para el individuo. Los individuos no sopesan esta situación por lo general, pero los responsables de las políticas habitualmente si lo hacen. Al respecto no existe un marco determinado sobre como se deben balancear esta situación.
Los principios insertos en este requisito son los de beneficencia y no-maleficencia. Esta última sostiene que no se debe causar daño a una persona, por lo que se deben minimizar los riesgos de la investigación. El principio de beneficencia se refiere a la obligación moral de actuar en beneficio de otros, en este caso maximizando los beneficios de la investigación para los sujetos involucrados y la sociedad. Asegurando que los beneficios excedan los riesgos se evita la explotación.

### Evaluación independiente
Dado que los investigadores tienen potencial de conflicto de múltiples intereses, pueden involuntariamente distorsionar sus juicios sobre el diseño y la realización de la investigación, al análisis de los datos y su adherencia a los requisitos éticos. Todo esto se puede minimizar por medio de una evaluación independiente realizada por peritos independientes al estudio, y con autoridad para aprobar, enmendar o cancelar la investigación.
Otra razón para hacer una evaluación independiente es la responsabilidad social. Así se vela por el cumplimiento de los requisitos éticos de un estudio o investigación, garantizando a la sociedad que las personas inscritas para los ensayos serán tratadas éticamente y no solo como medios.

### Consentimiento informado
Su objetivo es que los sujetos que participan en investigaciones clínicas lo hagan cuando esta sea compatible con sus valores, intereses y preferencias. El consentimiento informado tiene los siguientes requisitos: la provisión de información sobre la finalidad, los riesgos, los beneficios y las alternativas a la investigación y de su propia situación clínica, y la toma de una decisión libre no forzada sobre si participar o no. Con todo esto los sujetos pueden tomar decisiones racionales y libres.
El consentimiento informado atiende a la necesidad del respeto por las personas y a sus decisiones autónomas. Las personas tienen un valor intrínseco debido a su capacidad de elegir, modificar y proseguir su propio plan de vida. El consentimiento informado respeta entonces a la persona y a su autonomía.

### Respeto a los sujetos inscritos
Los individuos deben ser respetados durante todo el desarrollo de la investigación, no solo hasta firmar el consentimiento informando. Este respeto implica cinco actividades:
1. Permitir al sujeto cambiar de opinión y a retirarse sin sanción.
2. Se debe respetar la privacidad del sujeto, administrando la información acerca de él recopilada de forma confidencial.
3. Si durante la investigación se obtiene nuevos datos sobre riesgos o beneficios de las intervenciones realizadas, se debe comunicar a los sujetos inscritos
4. Debe informarse a los sujetos sobre los conocimientos científicos obtenidos como resultado de la investigación.
5. Se debe ir evaluando a medida que avanza el estudio el bienestar de los sujetos, para pesquisar la aparición de reacciones adversas, para poder prestarles un tratamiento adecuado y oportuno, y retirarlo de la investigación si fuese necesario.

## Estudio de nuevos fármacos

### Antecedentes
Aunque el uso de diversas sustancias químicas desde el punto de vista terapéutico existe desde tiempos remotos de la historia humana, muy pocas de ellas tenían realmente la acción deseada, como no fuera la derivada del efecto placebo originado por el consumo de tales preparados; debe reconocerse, sin embargo, que era bien poco lo que se conocía acerca de la producción de las enfermedades, así que difícilmente podían establecerse argumentos racionales a favor del uso o no de ciertos químicos, ni siquiera en el caso de aquellos en los que la eficacia terapéutica se demostrara como real (ejemplo: uso de preparados de las hojas de la dedalera o digital).
Pese a los múltiples cambios en el pensamiento científico que se dieron en el siglo XIX, a finales del mismo y principios del siglo XX la situación no era muy distinta, excepto por el hecho de que la manufactura de fármacos se convirtió en un negocio de gran importancia económica. Esta importancia se derivó básicamente de la producción en masa y del acceso de grupos poblacionales cada vez mayores, apareciendo un mercado regido por las leyes usuales de la oferta y la demanda, un mercado que se hizo cada vez más exigente con relación al producto buscado; en otras palabras, se comenzó a requerir una mayor eficacia para los fármacos, conjuntamente con una mayor seguridad en su uso.
Aun así, solo fue en la segunda mitad del siglo XX, cuando comenzaron a aparecer regulaciones que obligaban a comprobar, tan inequívocamente como fuera posible, que los fármacos comercializados fueran a la vez eficaces y seguros (al menos lo suficientemente seguros en el contexto de la patología por tratar). Este tipo de normas tuvo su mayor impulso en la tragedia relacionada con la talidomida, un calmante suave y muy eficaz, pero muy teratogénico, al punto de que se estima que como consecuencia de su uso deben haber ocurrido entre 10 000 y 20 000 nacimientos de bebés con graves deformaciones, las cuales afectaban sobre todo (pero no de manera exclusiva) el desarrollo de los miembros. Aunque esta tragedia dio impulso a mejores métodos para el estudio de nuevos fármacos, también trajo como consecuencia lamentable una considerable renuencia de las compañías farmacéuticas al desarrollo de fármacos para niños o embarazadas.
Así pues, desde la década de los sesenta, se fue instituyendo a nivel mundial la obligación de comprobar tanto la eficacia como la seguridad de los fármacos antes de su comercialización, tal y como se describe posteriormente. Debe destacarse que esta obligación no ha impedido que el número de fármacos en el mercado aumente de manera exponencial, traducido en la aparición de numerosas alternativas terapéuticas con eficacia no siempre bien demostrada.
En la actualidad, un ensayo clínico farmacológico es toda evaluación experimental de una sustancia o fármaco, a través de su administración o aplicación a seres humanos, orientada a alguno de los siguientes fines:
1. Poner de manifiesto sus efectos farmacodinámicos o recoger datos referentes a su absorción, distribución, metabolismo y excreción en el organismo humano.
2. Establecer la eficacia para una indicación terapéutica, profiláctica o diagnóstica determinada.
3. Conocer el perfil de sus reacciones adversas y establecer su seguridad.

### Origen de los nuevos fármacos
Existen cinco fuentes principales de nuevos fármacos:

#### Diseño racional de moléculas
Se trata del diseño sobre la base de la comprensión del mecanismo patogénico de la enfermedad a nivel molecular. Uno de los casos más notables es el del diseño de las oximas para el tratamiento de la intoxicación por inhibidores de la colinesterasa, ya que estos agentes se derivaron del conocimiento del sitio de la acción tóxica, así como del tipo de interacción química que se presentaba en ese caso; en cierta forma, cuando se descubrió que los antipsicóticos más eficaces bloqueaban a los receptores D2 y 5HT2A, pudieron diseñarse agentes que bloquearan tales receptores. Otro ejemplo es el de la obtención de las estatinas a partir del conocimiento de la molécula del Acetil-coenzima-A. Aunque se trata de la fuente “ideal” de nuevos fármacos, es también una de las menos eficientes, ya que aún el conocimiento sobre las bases de la enfermedad humana son incompletos.

#### Estudio de Moléculas creadas al azar
Aunque pudiera parecer lo contrario, este es uno de los métodos más provechosos para la obtención de fármacos nuevos, sobre todo desde el punto de vista económico. Con relación a los grandes costos de la obtención de un nuevo fármaco, el proceso de síntesis química “al azar” (sumado al de la realización de pruebas preliminares de la acción de los compuestos resultantes) resulta sumamente barato.

#### Tamizaje de productos naturales
Aunque los primeros agentes farmacológicos realmente eficaces fueron obtenidos de fuentes naturales (digitálicos, penicilina, opioides, insulina, etc.), el tamizaje de productos naturales fue hasta cierto punto dejado de lado por un tiempo considerable. Sin embargo, esta metodología ha vuelto a ganar adeptos y se han obtenido moléculas que representan verdaderas novedades en campos diversos, como la terapia de las enfermedades neoplásicas (taxol) o el tratamiento de la malaria (artemisininas). Aunque cada vez aumenta el número de fármacos de otros orígenes, todavía en la actualidad alrededor de un 40 % de los nuevos agentes deriva de productos naturales (más de la mitad de los cuales son plantas).

#### Modificación de moléculas conocidas
Este procedimiento en teoría debería limitarse al mejoramiento de la eficacia y o seguridad de fármacos ya existentes, pero en realidad se utiliza básicamente para la obtención de nuevas moléculas que puedan soslayar los derechos de patente de otras que ya hayan ganado cierto espacio en el mercado farmacéutico (me too drugs).

#### Biotecnología
Consiste fundamentalmente en el uso de métodos de clonación genética para la obtención de ciertas moléculas peptídicas.
Solo una de cada 5000 a 10 000 nuevas moléculas evaluadas inicialmente llega a pasar por todo el proceso de evaluación de nuevos fármacos, aunque esto no garantiza que la misma sea finalmente comercializada, y, si es comercializada, no garantiza su persistencia ulterior en el mercado.

### Estudios preclínicos
Una vez hallada una molécula que pudiera suponer un avance en la terapéutica, la siguiente fase consiste en la realización de pruebas físicas y químicas, básicamente orientadas a determinar la susceptibilidad a la degradación de moléculas potencialmente útiles. Usualmente las moléculas más inestables son rápidamente descartadas o, en el mejor de los casos, se modifican químicamente para aumentar su estabilidad.
Las moléculas más estables pasan entonces a ser probadas desde el punto de vista biológico, comprobando su efecto en diversos modelos experimentales, incluyendo el uso de cultivos celulares, órganos aislados o ensayos en animales de experimentación entre otros.
Estas pruebas biológicas son los primeros ensayos para comprobar tanto la eficacia como la seguridad de un nuevo fármaco y pueden llegar a determinar que no se continúe con el estudio del mismo.
Las pruebas de eficacia no solo implican la observación del efecto propiamente dicho, sino de un estudio farmacocinético y farmacodinámico tan completo como sea posible.
Las pruebas de seguridad en esta fase deben implicar la determinación global de la toxicidad (aguda, subaguda y crónica), los posibles efectos sobre el aparato reproductivo y la posibilidad de mutagénesis y/o carcinogénesis. En estas pruebas se usan dosis elevadas, lo que favorece limitar el número de animales utilizados así como la posible detección de respuestas tóxicas de baja frecuencia.
A los procedimientos descritos a veces se les conoce conjuntamente como fase preclínica del estudio de fármacos, puesto que pueden conducir a la prueba del nuevo fármaco en humanos, en lo que se consideran las fases clínicas del estudio de fármacos.

### Estudios clínicos: Ensayo clínico farmacológico
Dado que los animales de laboratorio se presentan como cepas con variabilidad biológica limitada, los estudios realizados con ellos no pueden ser suficientes para determinar sin dudas que un fármaco determinado tendrá las características deseadas de eficacia y seguridad en poblaciones humanas; esto no solo depende de las diferencias entre las especies, sino también de la posibilidad de reacciones que no pueden ser adecuadamente determinadas en animales (cefalea, depresión, tinitus, etc.).
Por esta razón, antes de su posible aprobación, un fármaco debe ser probado en seres humanos, a través de una metodología que distingue tres fases, considerando el estudio y seguimiento de un fármaco después de su comercialización como una cuarta fase.

#### Ensayos clínicos fase I
Representa la primera administración en humanos, generalmente en pequeño número, que rara vez es mayor de 100. Para esta fase, la administración se realiza generalmente en adultos jóvenes sanos de sexo masculino, con el fin de detectar posibles signos incipientes de toxicidad, lo que permitiría determinar luego el rango seguro de dosificación. Los aspectos farmacocinéticos se suelen medir también, aunque su estudio no es el objetivo principal de esta fase.

#### Ensayos clínicos fase II
Si la comprobación preliminar de seguridad en la fase I ha sido satisfactoria, se pasa a esta fase, la cual involucra la administración del fármaco a individuos que presentan la enfermedad para la que se ha concebido su empleo. Este grupo de pacientes debe ser relativamente homogéneo en sus características basales (presentar solo la enfermedad en cuestión) y no se suelen incluir más de 100 a 200 individuos. Se dividen en dos grupos, donde se comparan entre sí, el primer grupo (grupo control) usa los mejores medicamentos disponibles para el tratamiento de la enfermedad implicada y si tales fármacos no existen, la comparación sería con un grupo placebo, y el segundo con los fármacos en estudio.
La finalidad de la fase II es la de establecer mediciones preliminares de la relación eficacia terapéutica/toxicidad (rango terapéutico o margen de seguridad), así como establecer la dosis óptima o sus límites de variación en la condición a tratar.

#### Ensayos clínicos fase III
Si se obtiene razonable evidencia de las fases I y II, comienzan los estudios de fase III, que pueden involucrar múltiples médicos tratando cientos o incluso miles de pacientes. Aparte de verificar la eficacia del medicamento, se busca determinar manifestaciones de toxicidad previamente no detectadas. En esta fase se obtiene una mejor perspectiva de la relación entre seguridad y eficacia, parámetros que han de cuantificarse en el contexto del desorden que se pretenda tratar.

#### Ensayos clínicos fase IV
También conocidos como estudios de farmacovigilancia consisten en el seguimiento del fármaco después de que ha sido comercializado. Se busca básicamente la detección de toxicidad previamente insospechada, así como de la evaluación de la eficacia a largo plazo. En la fase IV se pueden detectar reacciones adversas raras, mientras que en las fases previas es excepcional el descubrimiento de aquellas con frecuencia menor a 1/1000. En esta fase también se pueden valorar aspectos nuevos o desconocidos del fármaco que no se hayan probado en las fases anteriores, de tal forma que es posible encontrar aplicaciones potenciales no previstas inicialmente.
El desarrollo clínico de un producto farmacéutico se divide en 4 fases consecutivas, pero que se pueden superponer. Estas fases se diferencian por unos objetivos distintos:
- La fase preclínica esta fase comprende estudios realizados en animales de laboratorio especialmente elegidos por su metabolismo y estructura celular, parecida a la célula humana o en medios artificiales, se denota como "in vivo" o "in vitro". muchos medicamentos entran al mercado con la sola aprobación en esta fase dependiendo de su perfil de seguridad, metabolismo e indicación
- La fase I incluye los primeros estudios que se realizan en seres humanos, que pretenden demostrar la seguridad del compuesto y orientar hacia la pauta de administración más adecuada para estudios posteriores. Podríamos decir que se trata de estudios de farmacología humana. Se corresponde fundamentalmente a estudios de farmacología clínica y toxicidad. Suelen realizarse en unidades de farmacología clínica utilizando alrededor de 100 sujetos por ensayo (voluntarios sanos)
- La fase II tiene como objetivo proporcionar información preliminar sobre la eficacia del producto y establecer la relación dosis-respuesta; son estudios terapéuticos exploratorios. Se realizan con un número limitado de pacientes para estudiar una actividad biológica específica, el control o profilaxis de un enfermedad. Uno de los principales objetivos de este tipo de ensayos es determinar el rango de dosificación apropiado.
- Los ensayos clínicos de fase III evalúan la eficacia y seguridad del tratamiento experimental en las condiciones de uso habituales y con respecto a las alternativas terapéuticas disponibles para la indicación estudiada. Se trata de estudios terapéuticos de confirmación.Cabe destacar que muchos de los productos utilizados como complemento alimenticio o medicina homeópata no llegan a realizar estudios tan avanzados, limitándose en la mayoría de los casos a la realización de estudios fase I o fase I y II.
- La fase IV se realiza después de la comercialización del fármaco para estudiar condiciones de uso distintas de las autorizadas, como nuevas indicaciones, y la eficacia y seguridad en la utilización clínica diaria.